# エリヤフ・ゴールドラット
エリヤフ・ゴールドラット（Eliyahu Moshe Goldratt, ヘブライ語: אליהו ("אלי") משה גולדרט‎、1947年3月31日 - 2011年6月11日）は、イスラエルの物理学者。「ザ・ゴール」「ザ・ゴール2」「クリティカルチェーン」など、ビジネス小説を発表し、制約条件の理論 (TOC)、クリティカルチェーンなど、ビジネスにおける新しい理論を生み出した。エリヤフとはヘブライ語で「神はヤハウェ」という意味。
2011年6月11日肺がんのため死去。

## ビジネス小説執筆のきっかけ
生産スケジュールソフト「OPT (Optimized Production Technology)」を米国で販売していた彼は、OPTの基礎理論をわかりやすく世に広めるため、ビジネス小説「ザ・ゴール」を執筆した。

## 主な著作
著作について、日本での出版順に挙げる。
- ザ・ゴール
- ゴールドラット博士のコストに縛られるな!
- ザ・ゴール2 - 思考プロセス
- クリティカルチェーン - なぜ、プロジェクトは予定どおりに進まないのか?（英語版）
- ザ・チョイス - 複雑さに惑わされるな!（英語版）
- チェンジ・ザ・ルール!
- ザ・クリスタルボール